# Cosenza Calcio 2015-2016
Questa voce raccoglie le informazioni riguardanti del Cosenza Calcio nelle competizioni ufficiali della stagione 2015-2016.

## Stagione
La stagione 2015-2016 è per il Cosenza la 29ª partecipazione alla terza serie del Campionato italiano di calcio.
La squadra ha effettuato il ritiro precampionato dal 20 luglio al 2 agosto nel paese silano di Lorica, mentre la preparazione atletica è stata eseguita nei campi sportivi di Mellaro, frazione di Pedace.
Il debutto ufficiale nella stagione 2015-2016 avviene il 2 agosto 2015, in trasferta contro l'Ascoli, nella gara valevole per il primo turno della Coppa Italia. La partita termina 2 a 1 per i calabresi, che avanzano così al secondo turno, dove incontrano, sempre in trasferta, il Vicenza. L'incontro termina per 5 a 3 ai calci di rigore in favore dei veneti, eliminando i rossoblu dal torneo.
La campagna abbonamenti è iniziata il 27 agosto.
La squadra ha esordito in campionato il 6 settembre, nella partita casalinga contro il Martina.

## Divise e sponsor
Lo sponsor tecnico per la stagione 2015-2016 è Legea, mentre lo sponsor ufficiale è Ecologia Oggi.
| Casa | Trasferta | Terza divisa | 1^ portiere | 2^ portiere | 3^ portiere |

## Organigramma societario
Organigramma societario tratto dal sito ufficiale.
Area direttiva
- Presidente: Eugenio Guarascio
- Amministratore delegato: Domenico Quaglio

Ufficio stampa
- Addetto stampa: Gianluca Pasqua

Area organizzativa
- Team manager: Kevin Marulla
- Segretario generale: Massimo Bandiera
- Dirigente addetto agli arbitri: Massimo Coglitore

Area sanitaria
- Medico sociale: dott. Nino Avventuriera

Area tecnica
- Allenatore: Giorgio Roselli
- Allenatore in seconda: Stefano De Angelis
- Preparatore atletico: Roberto Bruni
- Preparatore dei portieri: Federico Orlandi

## Rosa
| N. |                   | Ruolo | Calciatore                    |
| -- | ----------------- | ----- | ----------------------------- |
|    | Italia (bandiera) | P     | Pietro Perina                 |
|    | Italia (bandiera) | P     | Umberto Saracco               |
|    | Italia (bandiera) | D     | Edoardo Blondett              |
|    | Italia (bandiera) | D     | Simone Ciancio                |
|    | Italia (bandiera) | D     | Francesco Di Nunzio           |
|    | Italia (bandiera) | D     | Vincenzo Di Somma             |
|    | Italia (bandiera) | D     | Mattia Novello                |
|    | Italia (bandiera) | D     | Paride Pinna                  |
|    | Italia (bandiera) | D     | Luca Tedeschi (vice capitano) |
|    | Italia (bandiera) | C     | Andrea Arrigoni               |
|    | Italia (bandiera) | C     | Antonio Bilotta               |
|    | Italia (bandiera) | C     | Cristian Caccetta (capitano)  |
|    | Italia (bandiera) | C     | Giovanni Cavallaro            |

| N. |                     | Ruolo | Calciatore        |
| -- | ------------------- | ----- | ----------------- |
|    | Italia (bandiera)   | C     | Michele Collocolo |
|    | Italia (bandiera)   | C     | Angelo Corsi      |
|    | Italia (bandiera)   | C     | Marco Criaco      |
|    | Italia (bandiera)   | C     | Luca Fiordilino   |
|    | Italia (bandiera)   | C     | Andrea Gaudio     |
|    | Italia (bandiera)   | C     | Omar Grosso       |
|    | Italia (bandiera)   | C     | Giuseppe Statella |
|    | Italia (bandiera)   | A     | Andrea Arrighini  |
|    | Italia (bandiera)   | A     | Andrea La Mantia  |
|    | Italia (bandiera)   | A     | Giacomo Parigi    |
|    | Italia (bandiera)   | A     | Michael Ventre    |
|    | Bulgaria (bandiera) | A     | Antonio Vutov     |

## Calciomercato

### Sessione estiva(dal 1/7/2015 al 31/8/2015)
| Acquisti | Acquisti         | Acquisti   | Acquisti   |
| R.       | Nome             | da         | Modalità   |
| -------- | ---------------- | ---------- | ---------- |
| P        | Pietro Perina    | Melfi      | definitivo |
| D        | Marco Soprano    | Genoa      | prestito   |
| D        | Marco Guerriera  | Melfi      | definitivo |
| D        | Paride Pinna     | Melfi      | definitivo |
| C        | Luca Fiordilino  | Palermo    | prestito   |
| A        | Andrea Arrighini | Avellino   | prestito   |
| A        | Andrea La Mantia | San Marino | definitivo |
| A        | Antonio Vutov    | Udinese    | prestito   |
| A        | Michael Ventre   | Genoa      | prestito   |
| A        | Andrea Raimondi  | Venezia    | definitivo |

| Cessioni | Cessioni            | Cessioni  | Cessioni      |
| R.       | Nome                | a         | Modalità      |
| -------- | ------------------- | --------- | ------------- |
| P        | Nicola Ravaglia     | Parma     | fine prestito |
| D        | Matteo Zanini       | Cesena    | fine prestito |
| D        | Riccardo Serpieri   | Lazio     | definitivo    |
| D        | Nicolò Sperotto     | Carpi     | fine prestito |
| A        | Elio Calderini      | Catania   | svincolato    |
| A        | Sasha Cori          | Cesena    | fine prestito |
| A        | Gianluca De Angelis | Casertana | definitivo    |
| A        | Emiliano Tortolano  | Catania   | fine prestito |

### Sessione invernale(dal 4/1/2016 all'1/2/2016)
| Acquisti | Acquisti            | Acquisti | Acquisti   |
| R.       | Nome                | da       | Modalità   |
| -------- | ------------------- | -------- | ---------- |
| D        | Francesco Di Nunzio | Melfi    | definitivo |
| A        | Giovanni Cavallaro  |          | svincolato |
| A        | Giacomo Parigi      | Atalanta | prestito   |

| Cessioni | Cessioni        | Cessioni    | Cessioni      |
| R.       | Nome            | a           | Modalità      |
| -------- | --------------- | ----------- | ------------- |
| P        | Manuel Puterio  | Acri        | prestito      |
| D        | Marco Soprano   | Genoa       | fine prestito |
| C        | Marco Guerriera | Alessandria | definitivo    |
| A        | Andrea Raimondi | Benevento   | definitivo    |

## Risultati

### Lega Pro

#### Girone di andata
| Arbitro: | Catona (Reggio Calabria) |

|                      |           |  |
| La Mantia 42’ (rig.) | Marcatori |  |

| Catania 13 settembre 2015, ore 15:00 CEST 2ª giornata | Catania            | 0 – 0 referto | Cosenza | Stadio Angelo Massimino (9326 spett.)\| Arbitro: \| Marinelli (Tivoli) \| |
| Arbitro:                                              | Marinelli (Tivoli) |               |         |                                                                           |

| Cosenza 20 settembre 2015, ore 14:00 CEST 3ª giornata | Cosenza         | 0 – 0 referto | Akragas | Stadio San Vito-Gigi Marulla (1800 spett.)\| Arbitro: \| Boggi[30] (Salerno) \| |
| Arbitro:                                              | Boggi (Salerno) |               |         |                                                                                 |

| Arbitro: | D'Apice (Arezzo) |

|                 |           |  |
| Cocuzza 4’, 48’ | Marcatori |  |

| Arbitro: | Tardino (Milano) |

|                     |           |               |
| Razzitti 69’ (rig.) | Marcatori | 61’ Arrighini |

| Arbitro: | Giua (Pisa) |

|                            |           |                  |
| Tedeschi 76’ Arrighini 83’ | Marcatori | 26’ Mangiacasale |

| Arbitro: | Fourneau (Roma) |

|              |           |            |
| Contessa 33’ | Marcatori | 28’ Criaco |

| Arbitro: | Rossi (Rovigo) |

|               |           |  |
| La Mantia 87’ | Marcatori |  |

| Pagani 31 ottobre 2015, ore 17:30 CEST 9ª giornata | Paganese        | 0 – 0 referto | Cosenza | Stadio Marcello Torre (700 spett.)\| Arbitro: \| Mancini (Fermo) \| |
| Arbitro:                                           | Mancini (Fermo) |               |         |                                                                     |

| Arbitro: | Guida (Salerno) |

|                          |           |  |
| Arrighini 27’ Criaco 73’ | Marcatori |  |

| Arbitro: | Paolini (Ascoli Piceno) |

|             |           |  |
| Surraco 50’ | Marcatori |  |

| Arbitro: | Sassoli (Arezzo) |

|                          |           |            |
| Arrighini 33’ Criaco 33’ | Marcatori | 3’ Gambino |

| Benevento 28 novembre 2015, ore 17:30 CET 13ª giornata | Benevento                 | 0 – 0 referto | Cosenza | Stadio Ciro Vigorito (2173 spett.)\| Arbitro: \| Lacagnina (Caltanissetta) \| |
| Arbitro:                                               | Lacagnina (Caltanissetta) |               |         |                                                                               |

| Arbitro: | Panarese (Lecce) |

|               |           |  |
| Arrighini 16’ | Marcatori |  |

| Arbitro: | Piccinini (Forlì) |

|                   |           |  |
| Iemmello 30’, 40’ | Marcatori |  |

| Arbitro: | Piscopo (Imperia) |

|           |           |  |
| Corsi 25’ | Marcatori |  |

| Arbitro: | Pagliardini (Arezzo) |

|             |           |                           |
| Porcino 69’ | Marcatori | 45’ Tedeschi 84’ Arrigoni |

#### Girone di ritorno
| Arbitro: | Fourneau (Roma) |

|  |           |                                    |
|  | Marcatori | 43’ (rig.) Cavallaro 46’ Arrighini |

| Arbitro: | Baroni (Firenze) |

|                  |           |              |
| Vutov 61’ (rig.) | Marcatori | 84’ Plasmati |

| Arbitro: | Giovani (Grosseto) |

|            |           |  |
| Žibert 49’ | Marcatori |  |

| Arbitro: | Strippoli (Bari) |

|                                         |           |                |
| Arrigoni 15’ Blondett 63’ La Mantia 68’ | Marcatori | 28’ Burzigotti |

| Arbitro: | Marinelli (Tivoli) |

|               |           |           |
| La Mantia 57’ | Marcatori | 43’ Patti |

| Arbitro: | Pillitteri (Palermo) |

|  |           |              |
|  | Marcatori | 87’ Arrigoni |

| Arbitro: | Viotti (Tivoli) |

|                             |           |          |
| Arrighini 16’ La Mantia 30’ | Marcatori | 48’ Diop |

| Arbitro: | Di Ruberto (Nocera Inferiore) |

|             |           |  |
| Rolando 34’ | Marcatori |  |

| Cosenza 12 marzo 2016, ore 15:00 CET 26ª giornata | Cosenza            | 0 – 0 referto | Paganese | Stadio San Vito-Gigi Marulla (1879 spett.)\| Arbitro: \| Prontera[37] (Bologna) \| |
| Arbitro:                                          | Prontera (Bologna) |               |          |                                                                                    |

| Arbitro: | Massimi (Termoli) |

|  |           |                            |
|  | Marcatori | 52’ Statella 93’ Cavallaro |

| Arbitro: | Guccini (Albano Laziale) |

|                                         |           |                                                     |
| Ciancio 28’ Cavallaro 73’ La Mantia 91’ | Marcatori | 5’, 82’ Moscardelli 62’ Surraco 78’ (aut.) Tedeschi |

| Arbitro: | Mancini (Fermo) |

|                          |           |                                         |
| Romano 45’ Bacchetti 89’ | Marcatori | 24’ Arrighini 26’ Statella 90+3’ Parigi |

| Arbitro: | Mainardi (Bergamo) |

|               |           |                   |
| Cavallaro 41’ | Marcatori | 74’ (rig.) Mazzeo |

| Arbitro: | Morreale (Roma) |

|           |           |               |
| Giron 44’ | Marcatori | 59’ La Mantia |

| Arbitro: | Tardino (Milano) |

|                      |           |  |
| La Mantia 71’ (rig.) | Marcatori |  |

| Arbitro: | Baroni (Firenze) |

|                                     |           |                                 |
| Onescu 14’ Capellini 79’ Cianci 92’ | Marcatori | 45’, 56’ La Mantia 46’ Statella |

| Arbitro: | Vesprini (Macerata) |

|                                                                 |           |            |
| La Mantia 7’, 40’ Caccetta 30’ Arrighini 48’, 49’ Cavallaro 56’ | Marcatori | 70’ Rubino |

### Coppa Italia
| Arbitro: | Baroni (Firenze) |

|             |           |                               |
| Tripoli 62’ | Marcatori | 83’ La Mantia 90+3’ Arrighini |

| Arbitro: | Ros (Pordenone) |

|                                |                      |                                     |
| Giacomelli 105’ (rig.)         | Marcatori            | 92’ Arrighini                       |
| Giacomelli Vita Urso Mantovani | Tiri di rigore 5 – 3 | Arrighini Caccetta Arrigoni Ciancio |

### Coppa Italia Lega Pro

#### Sedicesimi di finale
| Arbitro: | Proietti (Terni) |

|            |           |                                      |
| Criaco 53’ | Marcatori | 6’ Abruzzese 64’ Carrozza 74’ Vecsei |

## Statistiche

### Statistiche di squadra
Aggiornato al 7 Maggio 2016
| Competizione          | Punti                | In casa | In casa | In casa | In casa | In casa | In casa | In trasferta | In trasferta | In trasferta | In trasferta | In trasferta | In trasferta | Totale | Totale | Totale | Totale | Totale | Totale | DR  |
| Competizione          | Punti                | G       | V       | N       | P       | Gf      | Gs      | G            | V            | N            | P            | Gf           | Gs           | G      | V      | N      | P      | Gf     | Gs     | DR  |
| --------------------- | -------------------- | ------- | ------- | ------- | ------- | ------- | ------- | ------------ | ------------ | ------------ | ------------ | ------------ | ------------ | ------ | ------ | ------ | ------ | ------ | ------ | --- |
| Lega Pro              | 60                   | 16      | 11      | 4       | 1       | 28      | 12      | 18           | 5            | 8            | 5            | 16           | 16           | 34     | 16     | 12     | 6      | 44     | 28     | +16 |
| Coppa Italia          | secondo turno        | -       | -       | -       | -       | -       | -       | 2            | 1            | 1            | 0            | 3            | 2            | 2      | 1      | 1      | 0      | 3      | 2      | +1  |
| Coppa Italia Lega Pro | sedicesimi di finale | 1       | 0       | 0       | 1       | 1       | 3       | -            | -            | -            | -            | -            | -            | 1      | 0      | 0      | 1      | 1      | 3      | -2  |
| Totale                | 60                   | 17      | 11      | 4       | 2       | 29      | 15      | 20           | 6            | 9            | 5            | 19           | 18           | 37     | 17     | 13     | 7      | 48     | 33     | +15 |

### Andamento in campionato
| Giornata  | 1 | 2 | 3 | 4 | 5  | 6 | 7 | 8 | 9 | 10 | 11 | 12 | 13 | 14 | 15 | 16 | 17 | 18 | 19 | 20 | 21 | 22 | 23 | 24 | 25 | 26 | 27 | 28 | 29 | 30 | 31 | 32 | 33 | 34 |
| --------- | - | - | - | - | -- | - | - | - | - | -- | -- | -- | -- | -- | -- | -- | -- | -- | -- | -- | -- | -- | -- | -- | -- | -- | -- | -- | -- | -- | -- | -- | -- | -- |
| Luogo     | C | T | C | T | T  | C | T | C | T | C  | T  | C  | T  | C  | T  | C  | T  | T  | C  | T  | C  | C  | T  | C  | T  | C  | T  | C  | T  | C  | T  | C  | T  | C  |
| Risultato | V | N | N | P | N  | V | N | V | N | V  | P  | V  | N  | V  | P  | V  | V  | V  | N  | P  | V  | N  | V  | V  | P  | N  | V  | P  | V  | N  | N  | V  | N  | V  |
| Posizione | 5 | 4 | 6 | 9 | 11 | 8 | 9 | 5 | 7 | 5  | 6  | 3  | 5  | 4  | 5  | 5  | 4  | 4  | 4  | 5  | 5  | 5  | 4  | 4  | 4  | 4  | 3  | 4  | 5  | 5  | 5  | 5  | 5  | 5  |

Fonte:  Italian Lega Pro 1 Divisione C, su corrieredellosport.it. URL consultato il 9 settembre 2015 (archiviato dall'url originale il 24 settembre 2015).
Legenda:

Luogo: C = Casa; T = Trasferta. Risultato: V = Vittoria; N = Pareggio; P = Sconfitta.

### Statistiche dei giocatori
In corsivo i giocatori ceduti a stagione in corso.
| Giocatore     | Lega Pro | Lega Pro | Lega Pro    | Lega Pro   | Coppa Italia | Coppa Italia | Coppa Italia | Coppa Italia | Coppa Italia Lega Pro | Coppa Italia Lega Pro | Coppa Italia Lega Pro | Coppa Italia Lega Pro | Totale   | Totale | Totale      | Totale     |
| Giocatore     | Presenze | Reti     | Ammonizioni | Espulsioni | Presenze     | Reti         | Ammonizioni  | Espulsioni   | Presenze              | Reti                  | Ammonizioni           | Espulsioni            | Presenze | Reti   | Ammonizioni | Espulsioni |
| ------------- | -------- | -------- | ----------- | ---------- | ------------ | ------------ | ------------ | ------------ | --------------------- | --------------------- | --------------------- | --------------------- | -------- | ------ | ----------- | ---------- |
| A. Arrighini  | 34       | 9        | 1           | 0          | 2            | 2            | 0            | 0            | 1                     | 0                     | 0                     | 0                     | 37       | 11     | 1           | 0          |
| A. Arrigoni   | 34       | 3        | 3           | 0          | 2            | 0            | 0            | 0            | 1                     | 0                     | 0                     | 0                     | 37       | 3      | 3           | 0          |
| E. Blondett   | 28       | 1        | 7           | 1          | 1            | 0            | 0            | 0            | 0                     | 0                     | 0                     | 0                     | 29       | 1      | 7           | 1          |
| C. Caccetta   | 15       | 1        | 4           | 0          | 2            | 0            | 0            | 0            | 0                     | 0                     | 0                     | 0                     | 17       | 1      | 4           | 0          |
| G. Cavallaro  | 17       | 3        | 1           | 0          | 0            | 0            | 0            | 0            | 0                     | 0                     | 0                     | 0                     | 17       | 3      | 1           | 0          |
| S. Ciancio    | 24       | 1        | 2           | 0          | 2            | 0            | 0            | 0            | 1                     | 0                     | 1                     | 0                     | 27       | 1      | 3           | 0          |
| M. Collocolo  | 1        | 0        | 0           | 0          | 0            | 0            | 0            | 0            | 0                     | 0                     | 0                     | 0                     | 1        | 0      | 0           | 0          |
| A. Corsi      | 31       | 1        | 5           | 0          | 2            | 0            | 1            | 1            | 1                     | 0                     | 0                     | 0                     | 34       | 1      | 6           | 1          |
| M. Criaco     | 29       | 3        | 7           | 0          | 2            | 0            | 0            | 0            | 1                     | 1                     | 0                     | 0                     | 32       | 4      | 7           | 0          |
| F. Di Nunzio  | 13       | 0        | 3           | 0          | 0            | 0            | 0            | 0            | 0                     | 0                     | 0                     | 0                     | 13       | 0      | 3           | 0          |
| V. Di Somma   | 2        | 0        | 0           | 0          | 0            | 0            | 0            | 0            | 0                     | 0                     | 0                     | 0                     | 2        | 0      | 0           | 0          |
| L. Fiordilino | 32       | 0        | 5           | 0          | 1            | 0            | 0            | 0            | 1                     | 0                     | 0                     | 0                     | 34       | 0      | 5           | 0          |
| M. Guerriera  | 12       | 0        | 0           | 0          | 2            | 0            | 0            | 0            | 1                     | 0                     | 0                     | 0                     | 15       | 0      | 0           | 0          |
| O. Grosso     | 0        | 0        | 0           | 0          | 0            | 0            | 0            | 0            | 1                     | 0                     | 0                     | 0                     | 1        | 0      | 0           | 0          |
| A. La Mantia  | 24       | 13       | 4           | 0          | 2            | 1            | 0            | 0            | 0                     | 0                     | 0                     | 0                     | 26       | 14     | 4           | 0          |
| V. Minardi    | 0        | 0        | 0           | 0          | 0            | 0            | 0            | 0            | 1                     | 0                     | 0                     | 0                     | 1        | 0      | 0           | 0          |
| G. Parigi     | 4        | 1        | 1           | 0          | 0            | 0            | 0            | 0            | 0                     | 0                     | 0                     | 0                     | 4        | 1      | 1           | 0          |
| P. Perina     | 33       | -27      | 1           | 0          | 2            | -2           | 0            | 0            | 0                     | 0                     | 0                     | 0                     | 35       | -29    | 1           | 0          |
| P. Pinna      | 25       | 0        | 2           | 1          | 2            | 0            | 0            | 0            | 0                     | 0                     | 0                     | 0                     | 27       | 0      | 2           | 1          |
| A. Raimondi   | 18       | 0        | 0           | 0          | 1            | 0            | 1            | 0            | 0                     | 0                     | 0                     | 0                     | 19       | 0      | 1           | 0          |
| U. Saracco    | 1        | -1       | 0           | 0          | 0            | 0            | 0            | 0            | 1                     | -3                    | 0                     | 0                     | 2        | -4     | 0           | 0          |
| M. Soprano    | 0        | 0        | 0           | 0          | 0            | 0            | 0            | 0            | 1                     | 0                     | 1                     | 0                     | 1        | 0      | 1           | 0          |
| G. Statella   | 32       | 3        | 3           | 0          | 1            | 0            | 0            | 0            | 0                     | 0                     | 0                     | 0                     | 33       | 3      | 3           | 0          |
| L. Tedeschi   | 32       | 2        | 2           | 1          | 2            | 0            | 0            | 0            | 1                     | 0                     | 0                     | 0                     | 35       | 2      | 2           | 1          |
| M. Ventre     | 1        | 0        | 0           | 0          | 0            | 0            | 0            | 0            | 1                     | 0                     | 0                     | 0                     | 2        | 0      | 0           | 0          |
| A. Vutov      | 22       | 1        | 4           | 1          | 2            | 0            | 0            | 0            | 0                     | 0                     | 0                     | 0                     | 24       | 1      | 4           | 1          |

## Giovanili

### Organigramma
Dal sito ufficiale della società
Berretti
- Allenatore: Tonio Sarcinella
- Allenatore in seconda: Antonio Gentile
- Dirigente accompagnatore: Aldo Greco

Giovanissimi
- Allenatore: Maurizio Ricci
- Dirigente accompagnatore: Giulio Binetti

Allievi
- Allenatore: Roberto Occhiuzzi
- Allenatore in seconda: Armando Malvasi
- Dirigente accompagnatore: Daniele Tenuta

Area tecnica
- Responsabile tecnico: Enzo Patania
- Preparatore atletico: Luigi Pincente
- Responsabile preparazione dei portieri: Daniele Lanza
- Responsabile staff medico: dott. Nino Avventuriera
- Fisioterapista: prof. Francesco Pugliese
- Dirigenti accompagnatori: Aldo Greco, Giulio Binetti e Daniele Tenuta